# Кузьмичи (Городищенский район)
Кузьмичи — поселок в Городищенском районе Волгоградской области Российской Федерации
Административный центр Кузьмичёвского сельского поселения.

## География
Кузьмичевское сельское поселение Городищенского муниципального района Волгоградской области расположено в 13 км к северо-западу от г. Волгограда, и граничит с Грачевским, Новожизненским, Орловским и Новонадежденским, Каменским, Россошенским, Самофаловским сельскими поселениями Городищенского муниципального района Волгоградской области. У Кузьмичей берёт начало ручей Грачевка (на некоторых картах — Грачевка), который через 5 километров впадает в Грачевку.

## История

### 1900—1920 годы. Основание
Основал поселок Кузьмичи крестьянин с предпринимательской жилкой Кузьма Галактионович Панкратов. Родом он был с восточного берега Волги, села Безродного (находилось недалеко от города Волжского, было затоплено при строительстве ГЭС). Несколько лет возил Кузьма татарам в Крым вяленое мясо да сало, а возвращался с разными сладостями, продавая их в своей лавке местным жителям. В 1893 году когда начались проблемы с торговлей, Кузьма решил переехать с семьей в приглянувшуюся ему балку «Мать и Дочь» на противоположенном берегу реки Волга, осуществив фактически самозахват небольшого кусочка земли волжских казаков. Его сыновья по отчеству были Кузьмичи (отсюда название села) вместе с отцом отстроились, развели хозяйство, распахали землю. Позже они переманили ещё несколько семей из Безродного. После революции сопротивляться советской власти Панкратовы не стали, отдали дома под библиотеку и школу. Организовали даже товарищество по совместной обработке земли (ТОЗ), затем в далеком 1929 колхоз «Новая жизнь»), за такую активность участи многих крепких крестьянских семей удалось избежать.
О дате переезда и основания поселения (1893 год) гласит лишь семейная легенда Панкратовых. Её рассказал правнук Кузьмы, ветеран Великой Отечественной войны Алексей Алексеевич Панкратов, который после войны переехал в село Россошка (Городищенский район Волгоградской области) работать и остался там жить. Доказательств в печатных архивах о существовании Кузьмичей ранее 1910 года найти не удалось. Первая запись о поселении есть лишь в издании трехтомника «История Волжского казачества» (издание от 1910 года). Именно потому 1910 было решено считать годом основания поселка.

### 1942—1943 годы. Сталинградская битва
В дни Сталинградской битвы поселок пережил уличные бои и оккупацию немецкими войсками.
Разрушенные до основания во время войны Кузьмичи отстроили заново вернувшиеся из-за Волги после Сталинградской битвы крестьянские семьи.

### 1970—1980 годы. Совхоз «Кузьмичевский»
В 1974 году на базе отделения совхоза им. 62 Армии был организован овощемолочный совхоз «Кузьмичевский». Началась массовая застройка домов, десятки семей приезжали из разных уголков области, начиная здесь новую жизнь. В 1975 открылась восьмилетняя школа. В 1977 она стала средней. Первый праздник села отмечали в 1984 году. 

### 2000-е годы.
С тех пор прошло немало лет, а жизнь в поселке Кузьмичи продолжается: дома здесь не бросают, а лишь стоят новые, получившая в городе образование молодежь возвращается, заводит семьи и покидать родное село пока никто не спешит.

## Население
| 2002 |
| ---- |
| 2313 |

| 2010  | 2012  | 2013  | 2014  | 2015  | 2016  | 2017  |
| ----- | ----- | ----- | ----- | ----- | ----- | ----- |
| 2357  | ↘2351 | ↘2329 | ↘2319 | ↘2311 | ↘2282 | ↘2273 |
| 2018  | 2019  | 2020  | 2021  |       |       |       |
| ↘2247 | ↗2270 | ↘2261 | ↘2253 |       |       |       |

## Список улиц
- улица Сосновая
- улица Мира
- улица Дружбы
- улица Полевая
- улица Спартаковская
- улица Строителей
- улица Дачная
- улица Героев Сталинграда
- улица Солнечная
- улица Парковая
- улица Урожайная
- улица Майская
- улица Октябрьская
- улица Кузьмичевская
- улица Молодёжная
- улица Садовая
- улица Нефтяников
- улица Мелиораторов
- улица Зелёная
- улица 62-й Армии
- улица Макаренко
- переулок Солнечный
- переулок Молодёжный
- переулок Зелёный

## Инфраструктура
- 5 прудов: Директорский, Почтовый, МТФ, Детский городок, Могильный (он же Бакалдинский)
- школа
- художественная школа
- детский сад
- детские площадки
- кладбище (старое и новое)
- магазины
- Дом культуры
- ФАП
- поселковая библиотека
- сельхозпредприятие
- отделение Почты России

## Достопримечательности
- В Кузьмичах расположена братская могила воинов Великой Отечественной войны, погибших в период Сталинградской Битвы, в которой похоронено свыше шести тысяч человек.

- Через территорию Кузьмичевского сельского поселения проходит Исторический вал — Царицынская сторожевая линия — являющийся культурным наследием Российской Федерации[13].

## СМИ
В поселке издается газета «Кузьмичи. РУ».

## Интересные факты
- Кузьмичи своей застройкой разрывает бывшую Царицынскую сторожевую линию. Хутор, возникший когда-то возле линии, уничтожил её ров и вал, но ориентацией улиц сохранил её направление.
- В 2010 году поселок отметил своё 100-летие. Хотя точная дата образование хутора Кузьмичи неизвестна, тем не менее после долгих изысканий, местные краеведы и представители власти договорились считать датой основания 1910 год.